# Cala Domingos

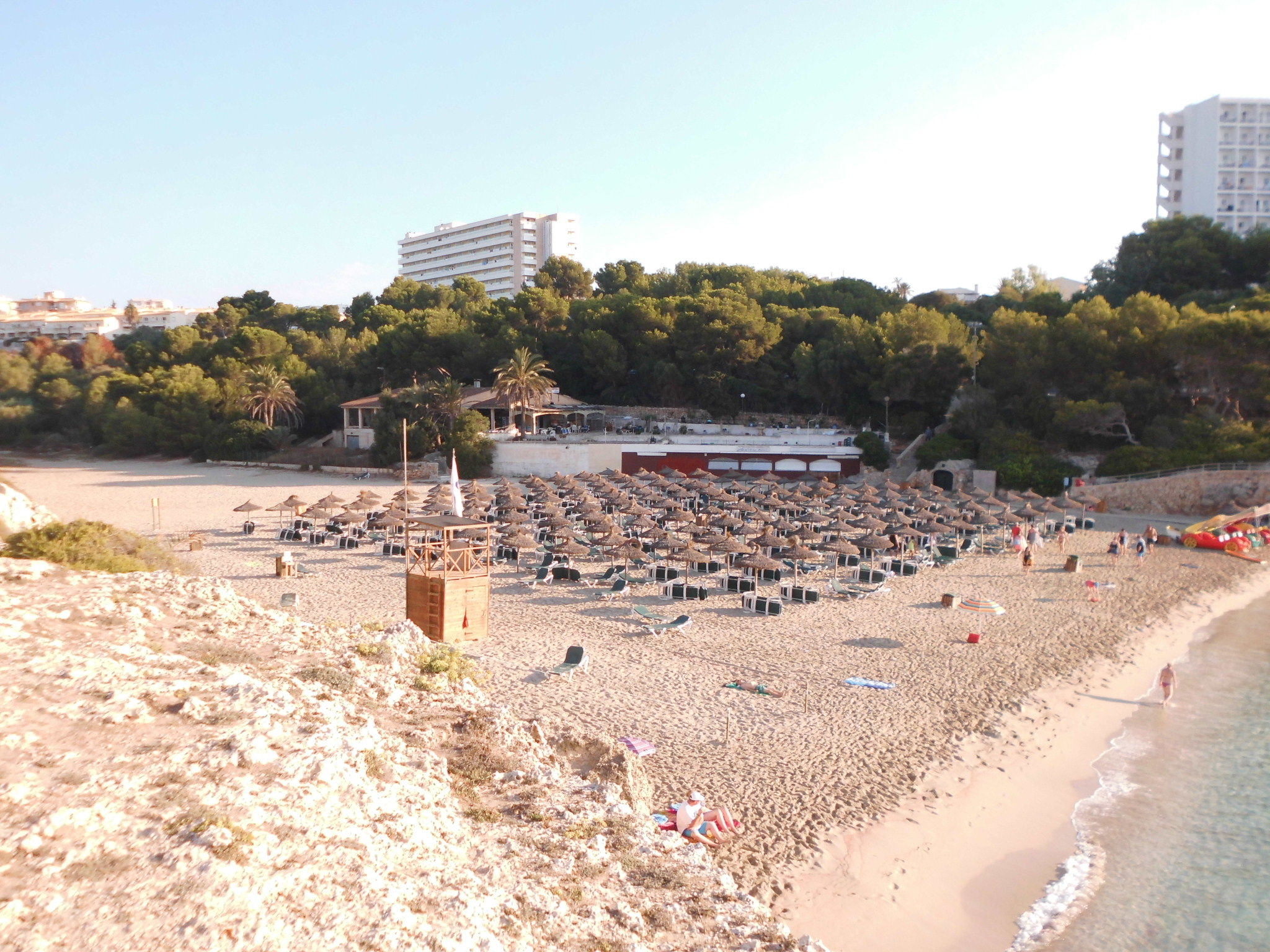
Es Domingos gran

Cala Domingos és una cala que es troba a Manacor, comarca del Llevant (Mallorca), i que conjuntament amb cala Magraner forma l'espai conegut com a Cales de Mallorca.
Són dues platges que comparteixen bocana però són separades per un sortint rocós anomenat turó Gros. La platja major, Es Domingo Gran fa 90 metres de longitud, mentre que la menuda, Es Domingo Petit (també anomenada cala Tropicana) en fa 60, i hi destaca per la seva fondària, que li permet l'ancoratge d'embarcacions.
Es localitzen en una zona urbanitzada anomenada es Domingos, al nord de la Cala Murada. Compta amb la distinció de Bandera Blava i tota mena de serveis.

## Torrent dels Domingos Gran
La platja dels Domingos Gran, està formada per la desembocadura del torrent homònim (també anomenat torrent de sa Mola). És un corrent d'aigua intermitent format per una petita conca (5,6 km²) delimitada per la mola del Fangar i el Picot. El seu llit principal té escassos quilòmetres de longitud i forma una vall en forma de V al seu curs més baix.